# Bonțida
Bonțida (en hongrois : Bonchida, c'est-à-dire Le Pont de Boncz ; en allemand : Bruck ou Bonisbruck) est une commune roumaine du județ de Cluj, dans la région historique de Transylvanie et dans la région de développement du Nord-Ouest.

## Géographie
La commune est située dans la Plaine de Fizeș du plateau de Transylvanie et elle est arrosée par la rivière Someșul Mic et par plusieurs affluents de cette rivière : Râul Borșa, Râul Gădălin, Râul Sicu et Râul Chiriș. Le relief de la commune est de type collinaire. La commune compte plusieurs sources salées.
Bonțida se trouve à quelque 30 km au nord-est de Cluj-Napoca et s'étend sur une surface de 8.038 ha.
La municipalité, comptant plus de 5 050 habitants en 2009, est composée des villages suivants :
- Bonțida (en hongrois Bonchida)
- Coasta (Gyulatelke)
- Răscruci (Válaszút)
- Tăușeni (Marokháza)

## Histoire
La première mention écrite du village date de 1263 sous le nom de Terra Bonchhyda.

## Politique
Le Conseil Municipal de compte 15 sièges de conseillers municipaux. À l'issue des élections municipales de juin 2008, Vasile Baciu a été élu maire de la commune.
| Parti                                                      | Nombre de conseillers |
| ---------------------------------------------------------- | --------------------- |
| Parti de la Nouvelle Génération - Chrétien-démocrate (PNG) | 4                     |
| Parti Démocrate-Libéral (PD-L)                             | 3                     |
| Parti Social-Démocrate (PSD)                               | 3                     |
| Parti National Libéral (PNL)                               | 2                     |
| Union Démocrate Magyare de Roumanie (UDMR)                 | 2                     |
| Parti de l'Alliance socialiste (PAS)                       | 1                     |

## Religions
En 2002, la composition religieuse de la commune était la suivante :
- Chrétiens orthodoxes, 67,76 % ;
- Réformés, 22,68 % ;
- Catholiques romains, 3,11 % ;
- Catholiques grecs, 1,33 % ;
- Pentecôtistes, 1,31 % ;
- Baptistes, 1,16 % ;
- Adventistes du septième jour, 0,21 %.

## Économie
L'économie de la commune repose sur l'agriculture et le tourisme.

## Communications

### Routes
La commune est traversée par la E 576.

### Voies ferrées
La commune est desservie par les trains régionaux de la CFR

## Lieux et monuments
- le Château Bánffy de Bonțida, construit à partir de 1652 d'après les plans de l'architecte Agostino Serena, a été modifié et élargi en style baroque par l'architecte J. Fischer von Erlach en 1750 ; élargi une dernière fois d'une nouvelle aile en 1850 par l'architecte A. Kagerbauer.
- Manoir Dujardin (XVIIIe siècle au XIXe siècle) dans le village de Coasta.
- L'Église Réformée Calviniste (XVIIe siècle)
- L'Église catholique romaine de Bonțida

## Galerie

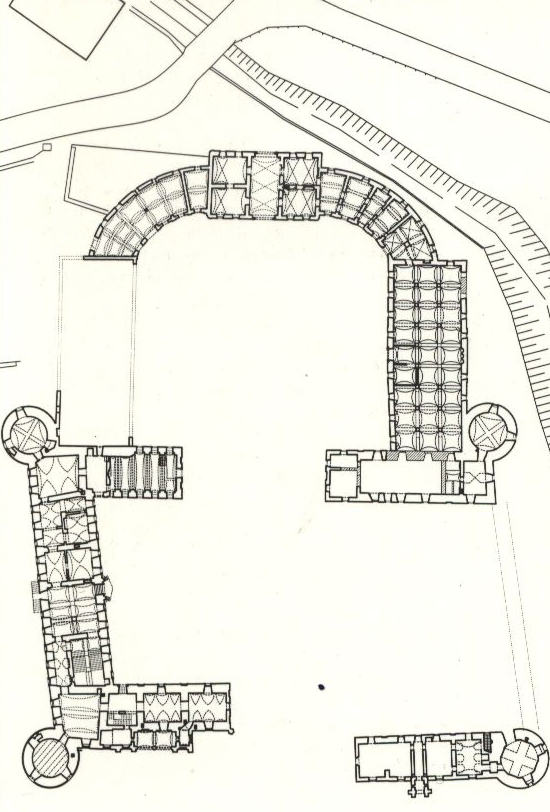
Plan du Château Bánffy de Bonțida
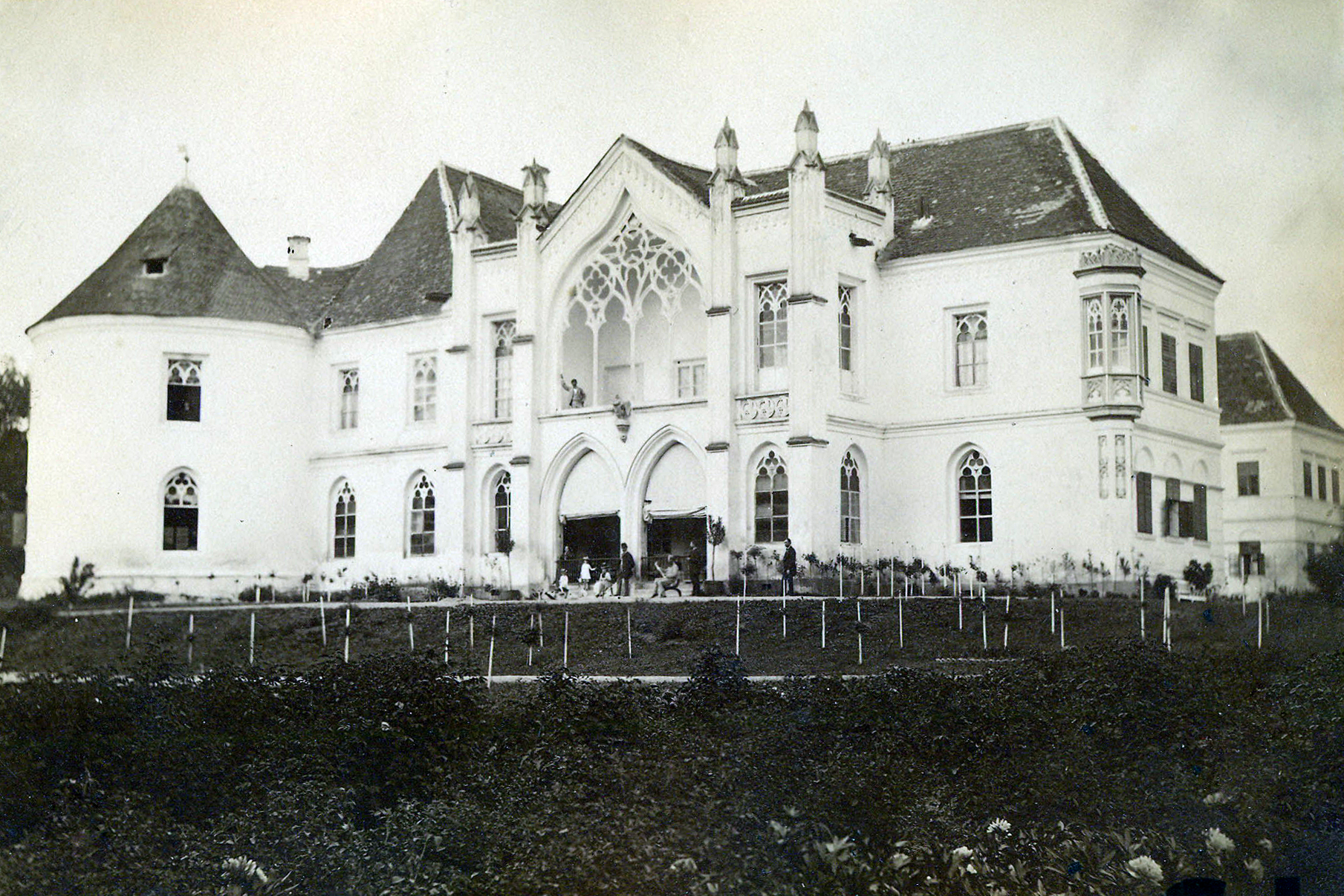
Château Bánffy de Bonțida en 1890
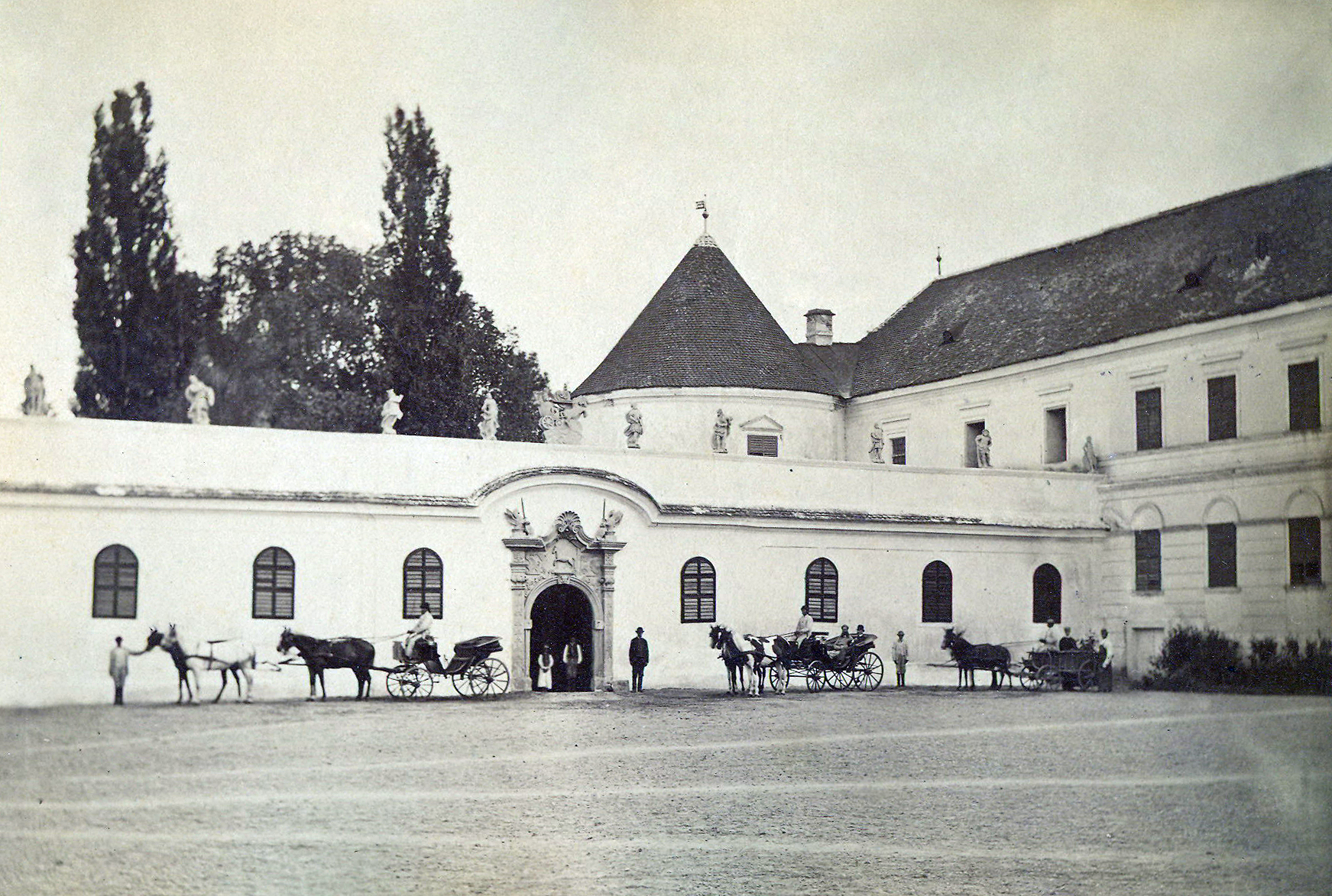
Château Bánffy de Bonțida en 1890
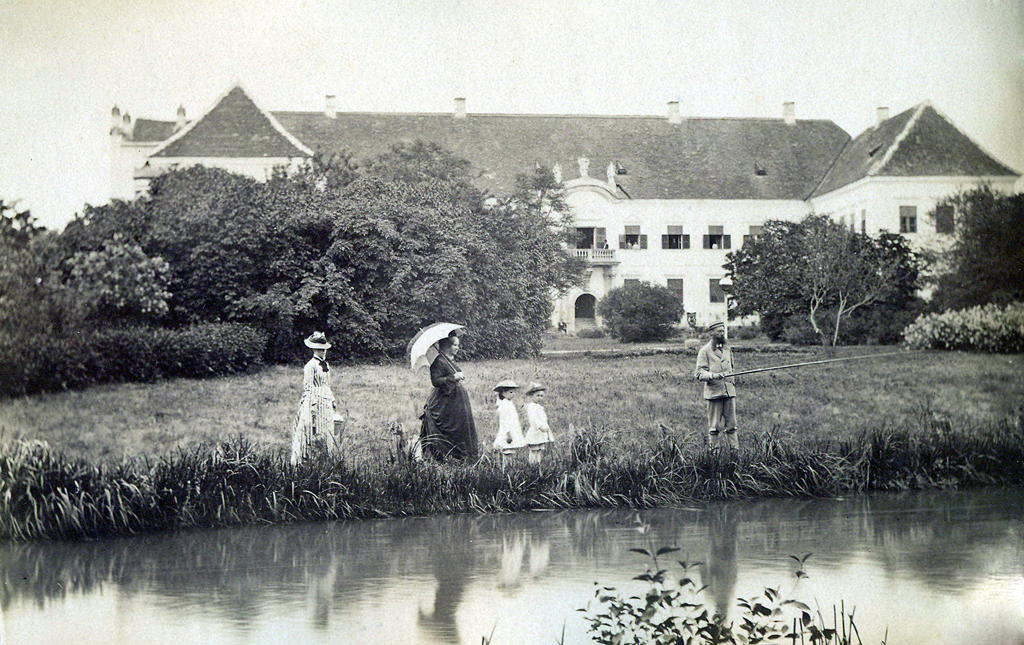
Château Bánffy de Bonțida en 1890
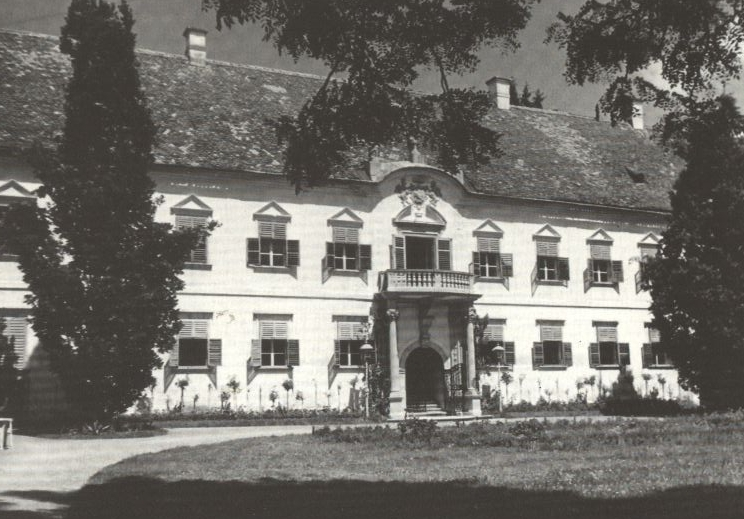
Château Bánffy de Bonțida en 1935
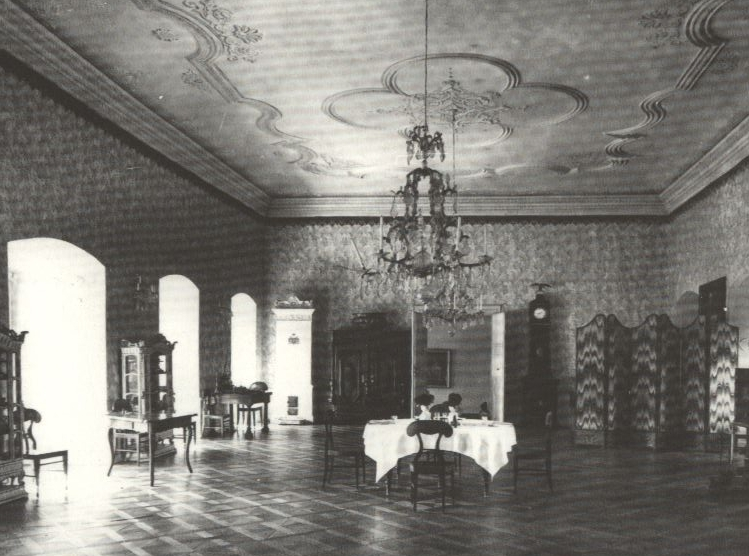
Château Bánffy de Bonțida en 1935
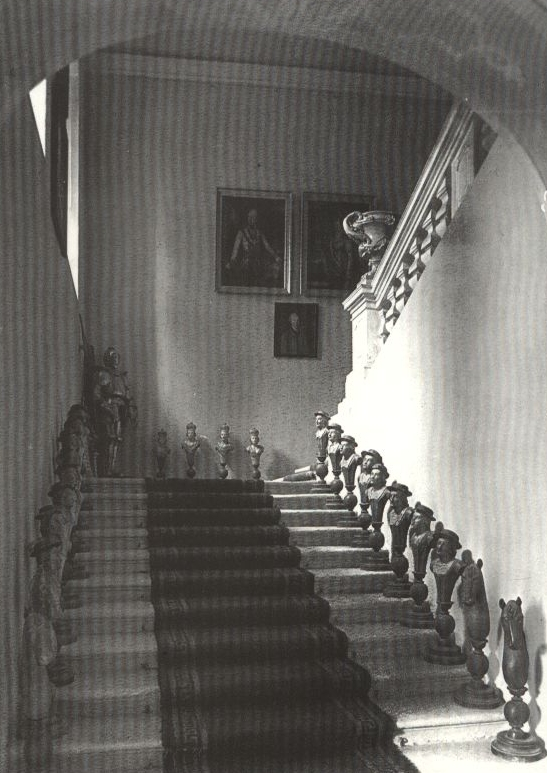
Château Bánffy de Bonțida en 1935
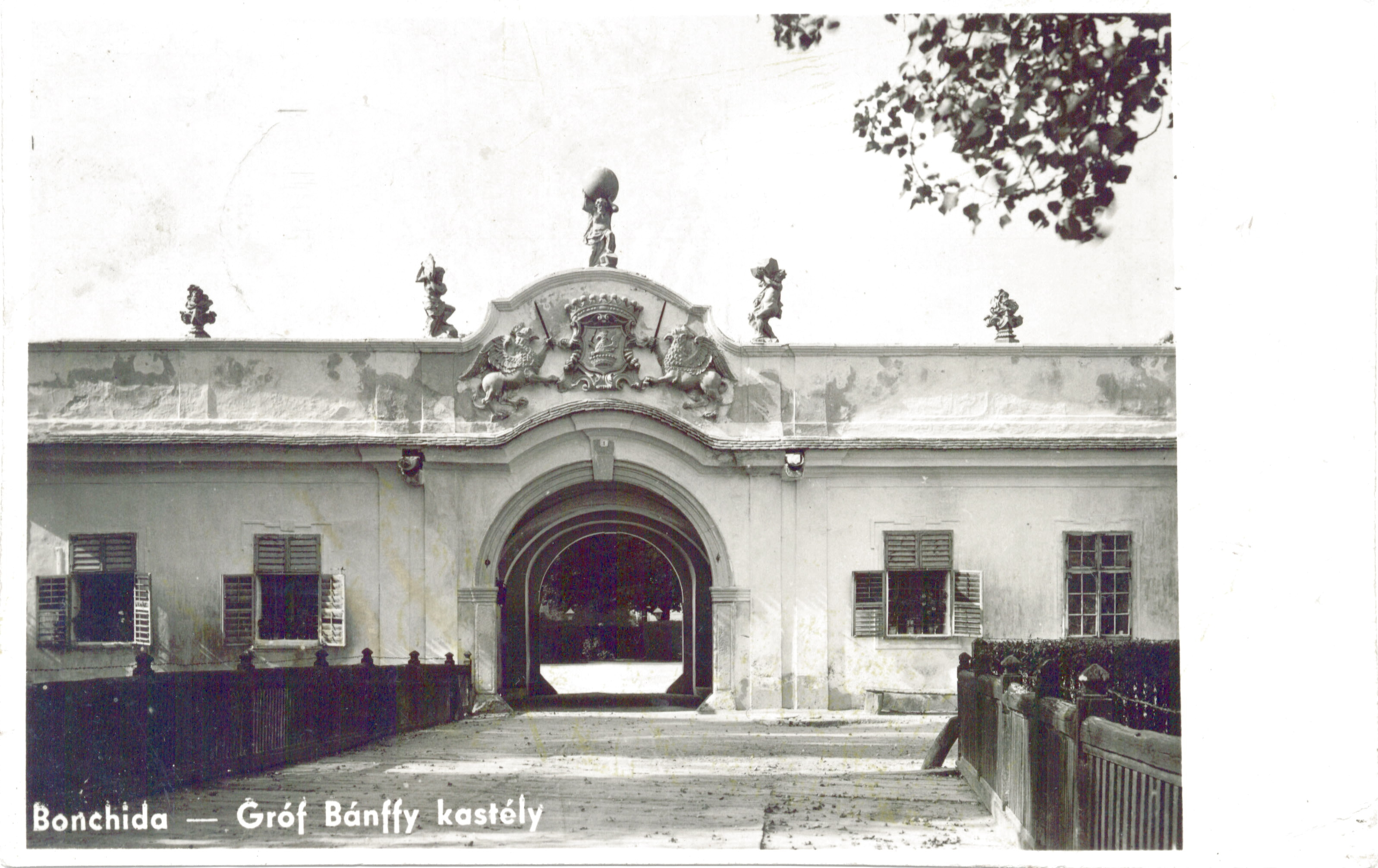
Porte d'honneur du Château Bánffy de Bonțida en 1940
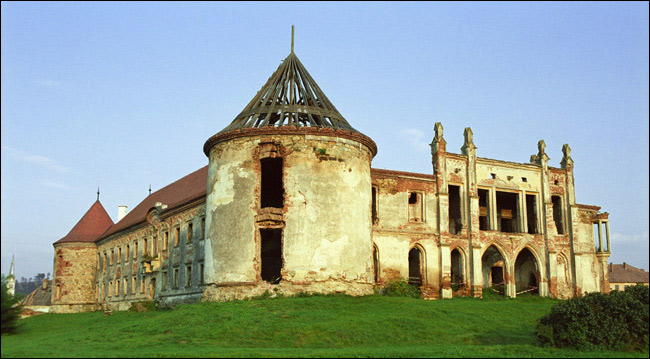
Château Bánffy de Bonțida au début du XXIe siècle
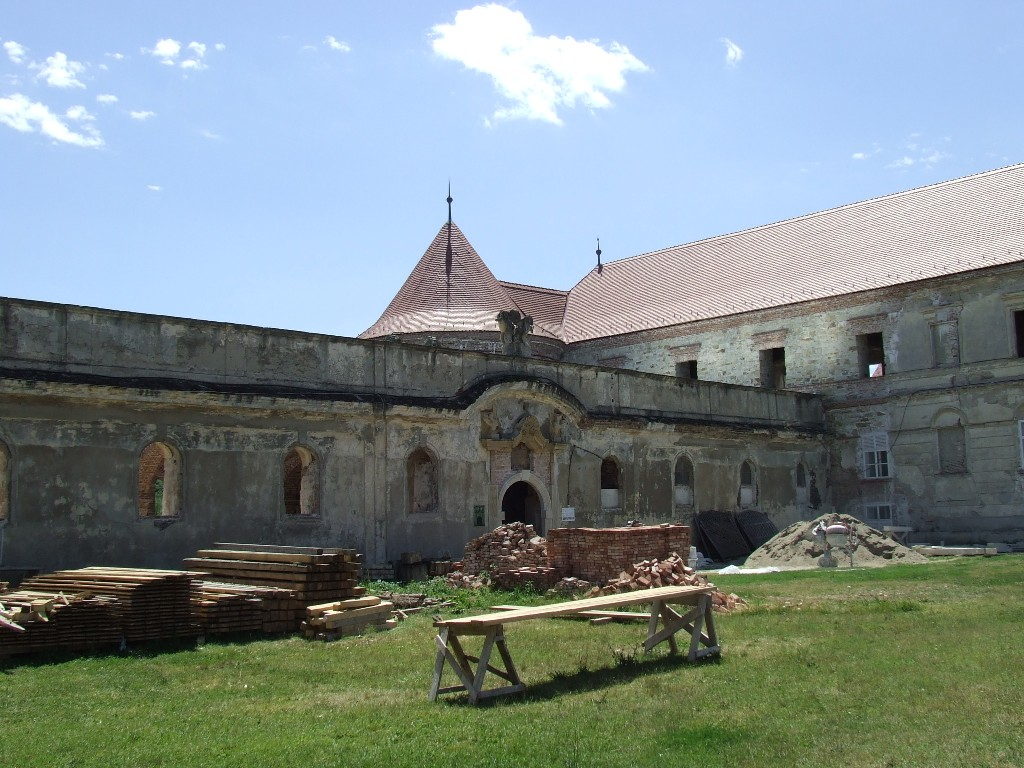
Château Bánffy de Bonțida au début du XXIe siècle
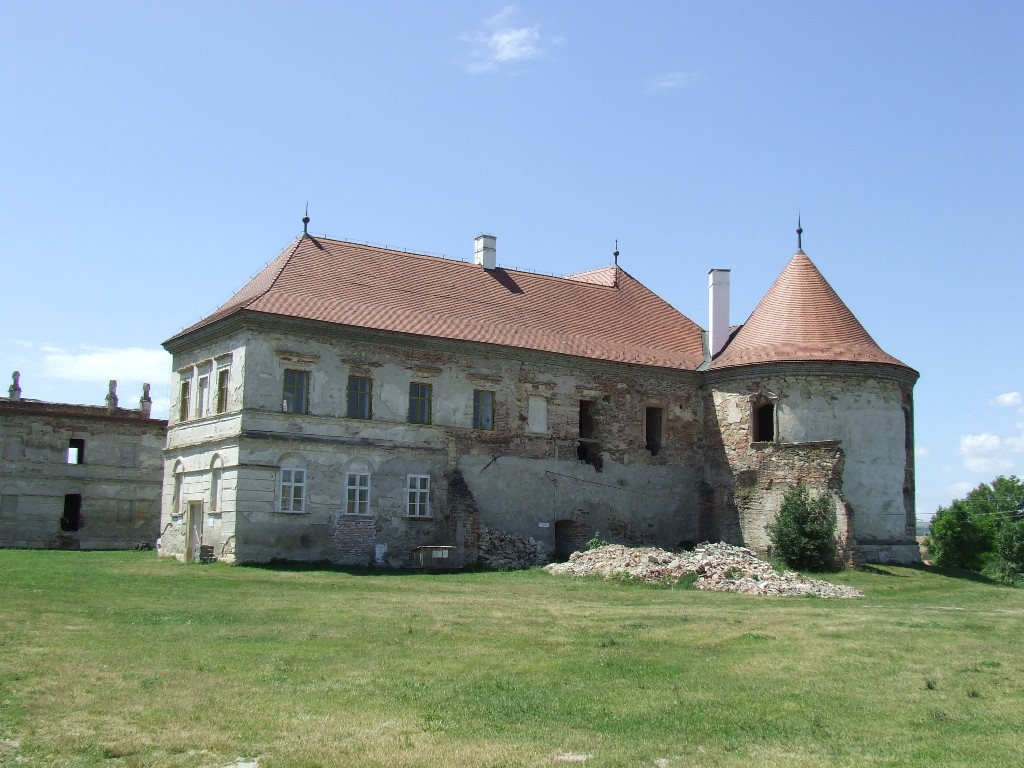
Château Bánffy de Bonțida au début du XXIe siècle
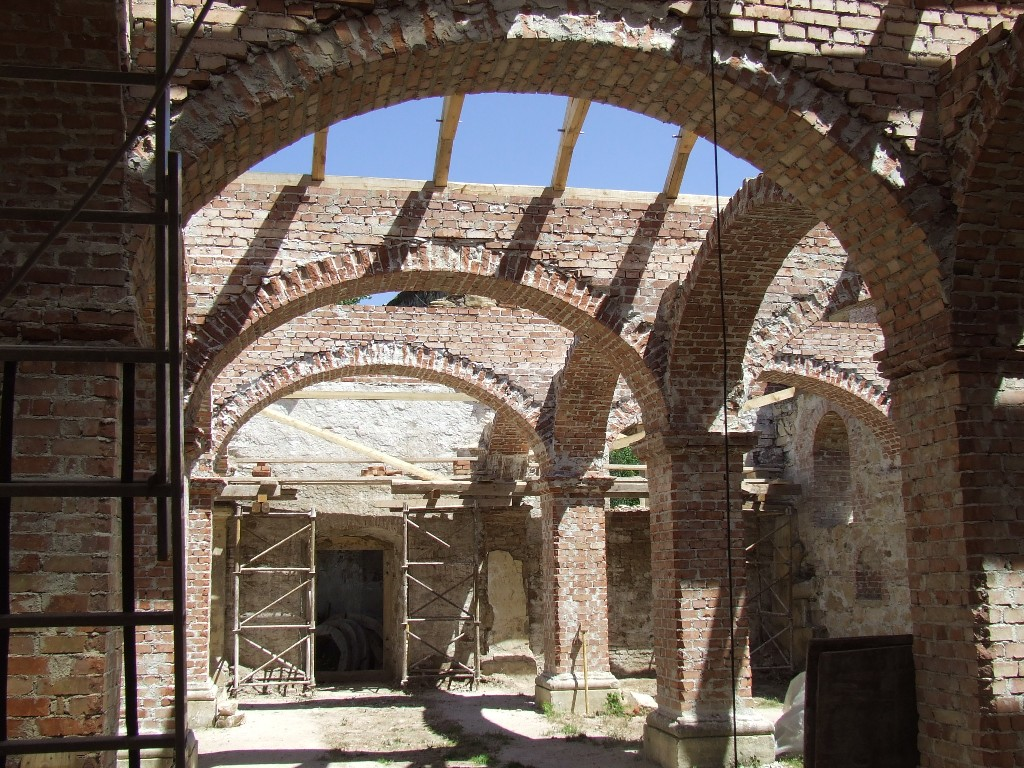
Château Bánffy de Bonțida au début du XXIe siècle
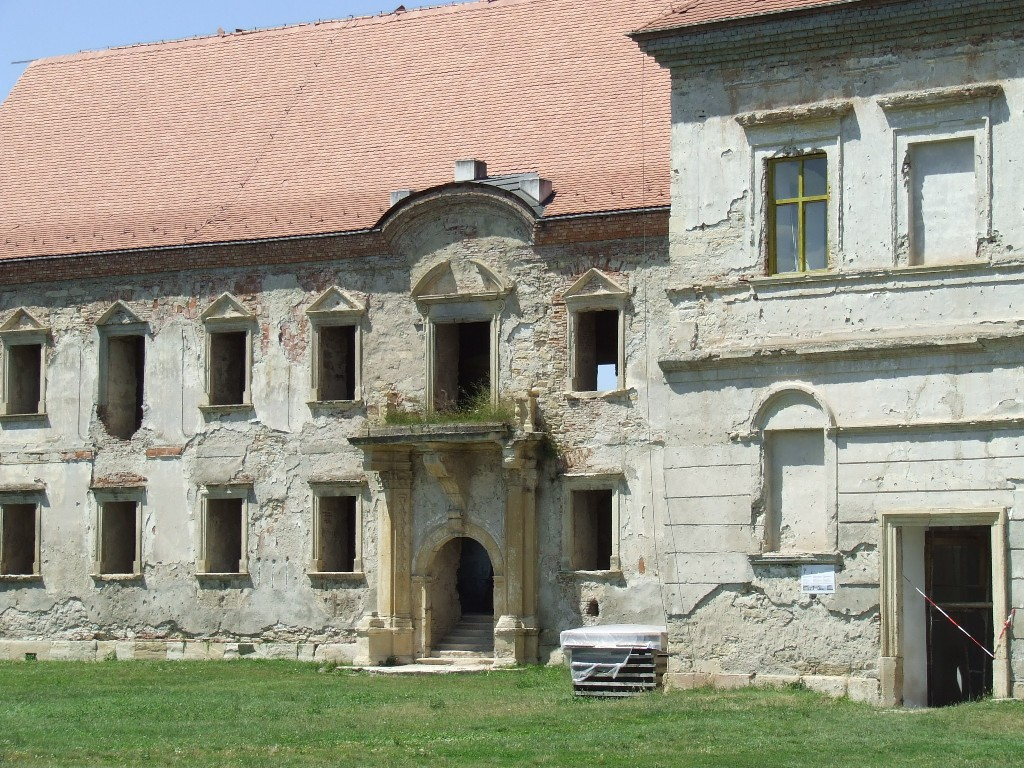
Château Bánffy de Bonțida au début du XXIe siècle
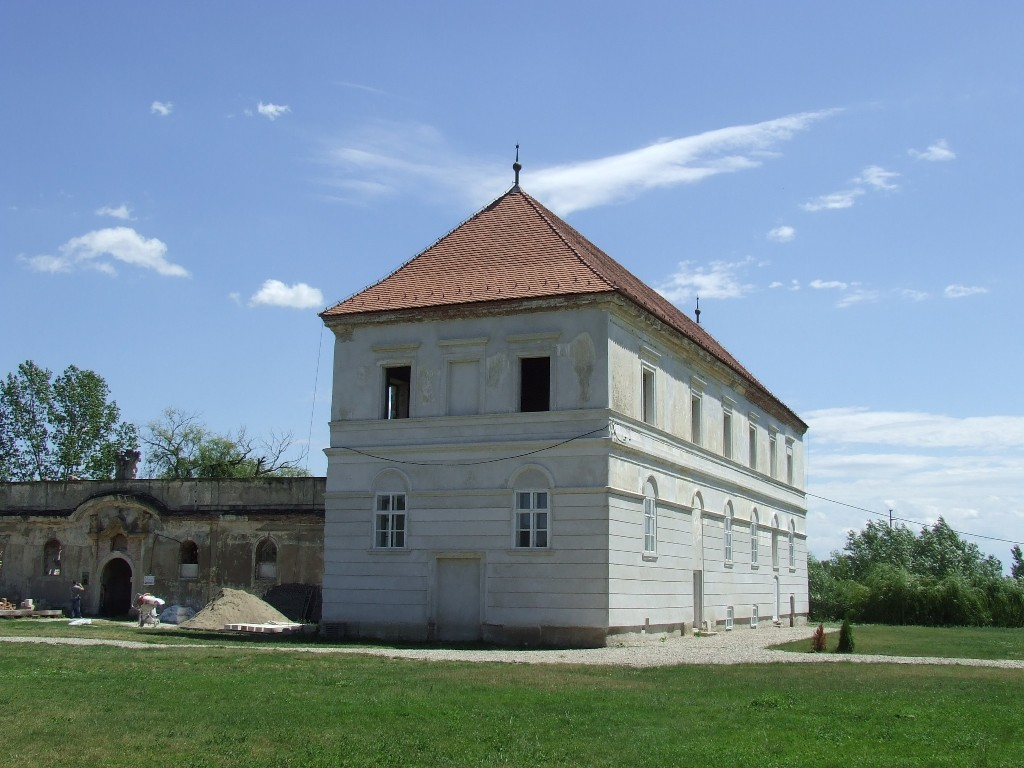
Château Bánffy de Bonțida au début du XXIe siècle
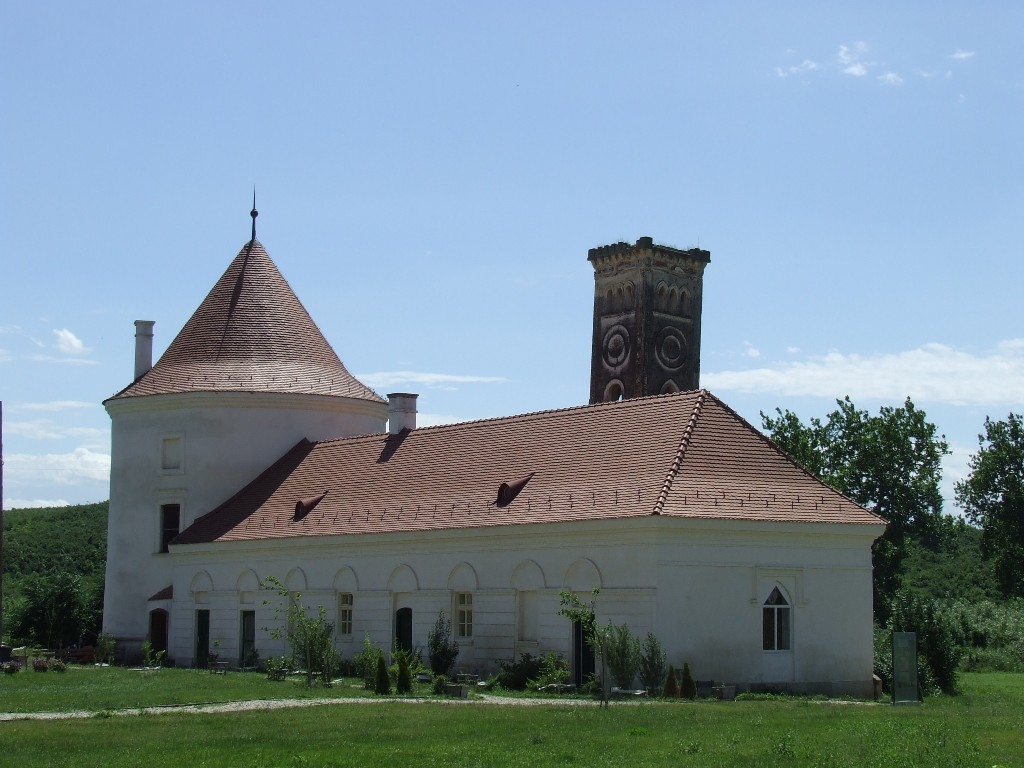
Château Bánffy de Bonțida au début du XXIe siècle
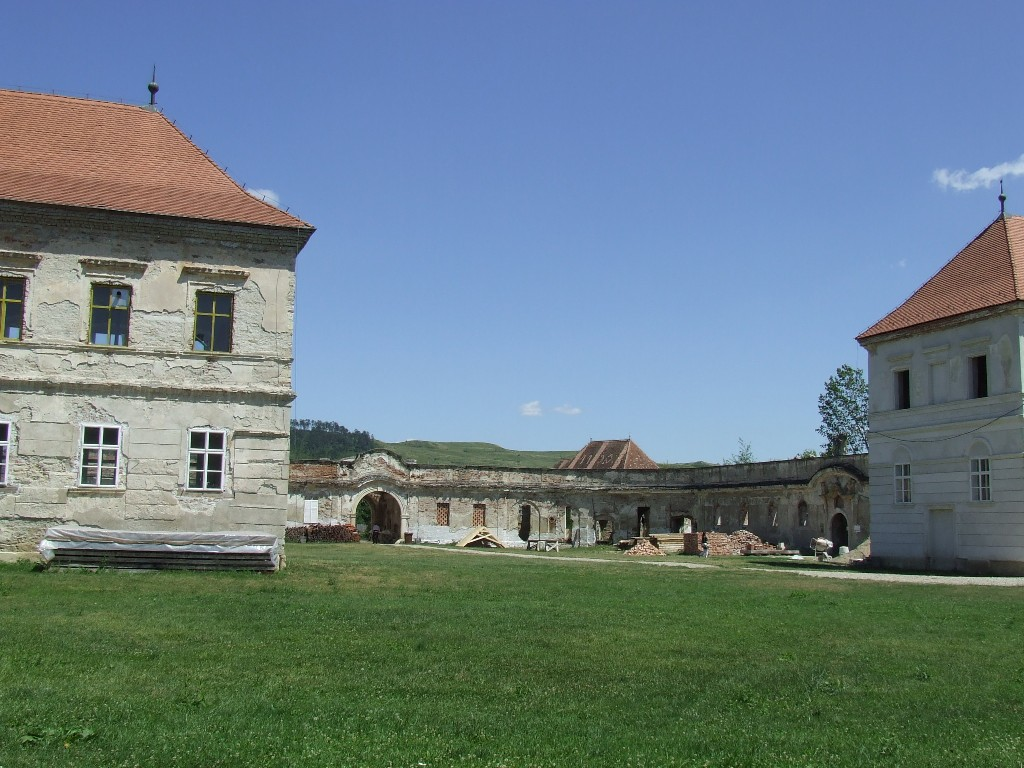
Château Bánffy de Bonțida au début du XXIe siècle
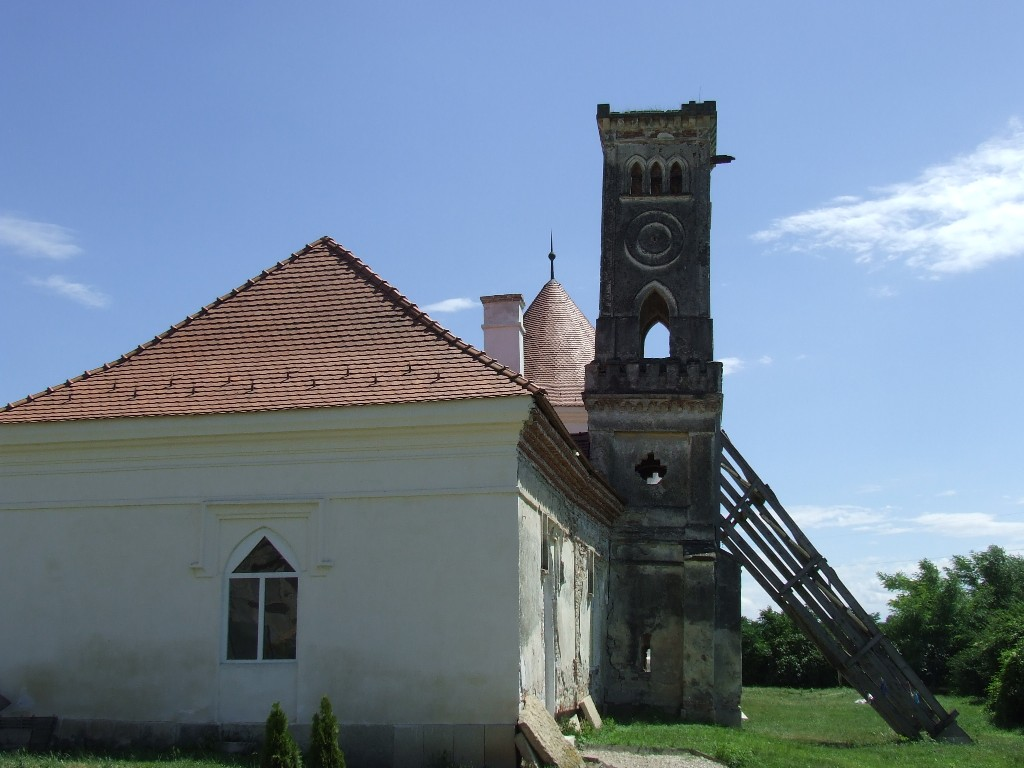
Château Bánffy de Bonțida au début du XXIe siècle
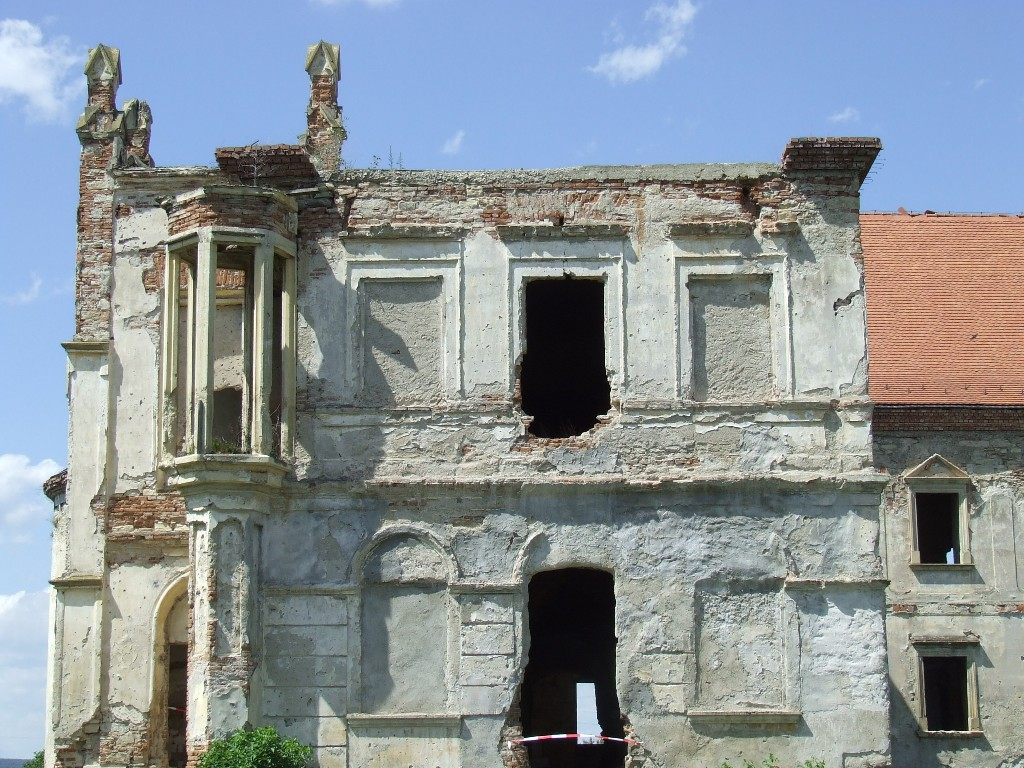
Château Bánffy de Bonțida au début du XXIe siècle
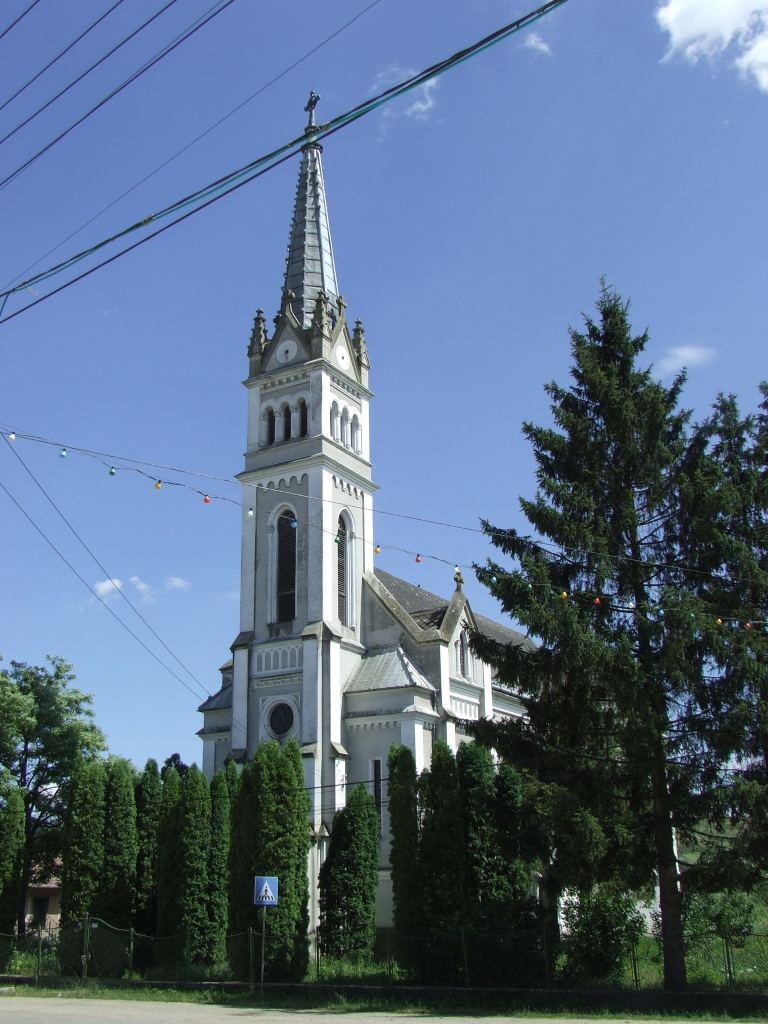
L'Église catholique romaine de Bonțida
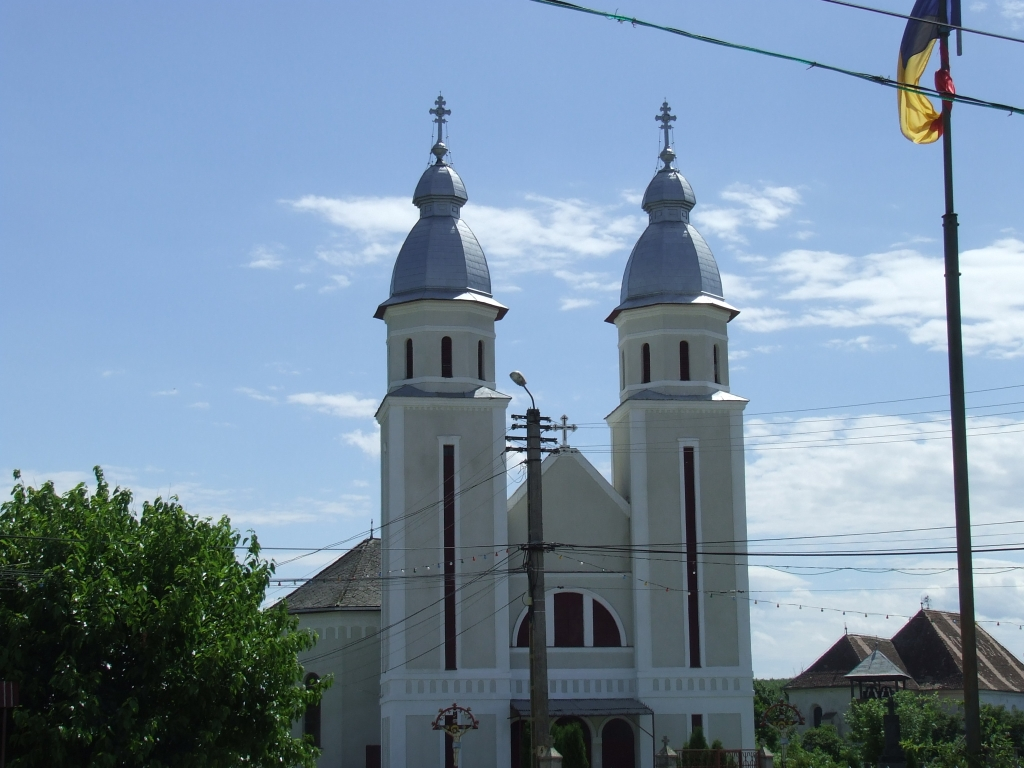
L'Église orthodoxe de Bonțida